# Râul Valea Largă, Bâsca Roziliei
Râul Vinețișu este un afluent al râului Bâsca Roziliei.

## Hărți
- Harta Siriu - Trasee Montane
- Harta Munții Buzăului [nefuncțională – arhivă]